# 線帶鸚竺鯛
線帶鸚竺鯛（學名：Ostorhinchus pallidofasciatus），又稱線帶天竺鯛、線帶鸚天竺鯛，為輻鰭魚綱鉤頭魚目天竺鯛科鸚竺鯛屬的其中一個種。

## 分布
本魚僅分布於澳洲西部海域。

## 深度
水深3至4公尺。

## 特徵
本魚體延長而側扁，眼大，口大略下位。魚體呈金黃色，體密部許多褐色細點，體側具5條白色或淡藍色細縱紋，其中第三、第四條通過眼睛，第二背鰭及臀鰭具暗色細紋，尾鰭略凹，體長可達7公分。

## 生態
本魚棲息於珊瑚礁區，白天躲藏洞穴中，夜間出來覓食，屬肉食性。繁殖期時，雄魚具有口孵習性，卵約7日化成仔魚，由雄魚吐出，具短暫的仔魚飄浮期。

## 經濟利用
不具任何經濟價值。